# Francisco Fialho
Francisco Fialho (Rio de Janeiro, 10 de setembro de 1918 – 29 de agosto de 2010) foi um médico brasileiro.
Graduado pela Faculdade de Medicina da Universidade Federal do Rio de Janeiro em 1941. Foi eleito membro da Academia Nacional de Medicina em 1962, sucedendo seu pai Amadeu da Silva Fialho na Cadeira 88, que é também patrono desta cadeira.